# Boubou Hama
Pour les articles homonymes, voir Hama (homonymie).
Boubou Hama (1906 - 29 janvier 1982) est un poète, philosophe, historien, homme de lettres et homme politique nigérien qui fut Président de l'Assemblée nationale du Niger de 1958 à 1974 et joua un rôle majeur dans la vie culturelle de son pays.

## Biographie
Né à Fonéko, petit village songhaï à l’ouest du Niger qu'il évoquera dans ses livres, il étudie d'abord à l'école préparatoire de Téra (Niger) de 1916 à 1918 puis à l'école primaire régionale de Dori, commune anciennement située en Haute-Volta et annexée à la Colonie du Niger lors du partage de la Haute Volta entre la Côte d'Ivoire, le Soudan français (Mali) et le Niger. Puis Boubou Hama est envoyé à l'école élémentaire supérieure (Classes de 6e et de 5e) de Ouagadougou afin de préparer le concours d'entrée à la célèbre École normale William-Ponty de Dakar à laquelle il est admis en 1926.  
En 1929 il devient le premier instituteur nigérien. Il est d'abord affecté à l'école régionale de Niamey avant d'être affecté à l'école élémentaire de Tillabéri (1935). Il s'intéresse alors aux questions foncières et prend conscience des difficultés des populations paysannes à faire valoir leurs droits face à l'administration coloniale. Son engagement auprès des paysans lui vaut d'être muté à Niamey (1938) avant dêtre muté à l'école régionale de Dori (1945) par le gouverneur Toby qui n'approuve pas le contenu des enseignements dispensés par Boubou Hama.  
En 1933, il rencontre à Tillabéri le Docteur Jean Boulnois (Un médecin des troupes coloniales déjà auteur d'ouvrages sur les coutumes et croyances dravidiennes de l'Inde) avec lequel il publiera plus tard L'Empire de Gao. (1954, aux éditions Maisonneuve), une œuvre publiée par une maison d'édition scientifique qui propulse Boubou Hama dans le cercle des chercheurs d'envergure universitaire. Il participe aux activités du Rassemblement démocratique africain (RDA) créé en octobre 1946. 
En décembre 1958 il accède à la présidence de l'Assemblée nationale et travaille en concertation avec Hamani Diori, le président. Il préside le Parti progressiste nigérien (PPN), une branche du RDA jusqu'au coup d'État d'avril 1974. Il est alors retenu prisonnier à Agadès puis à Niamey. 
Membre de nombreuses organisations scientifiques et littéraires, il laisse une œuvre considérable sur la culture africaine. Il obtient le Grand prix littéraire d'Afrique noire en 1970 pour Kotia-Nima et le prix Léopold Sédar Senghor pour Essai d'analyse de l'éducation africaine. En compagnie d'Andrée Clair, il écrit aussi des contes pour les jeunes. 
En 2006 est célébré le centenaire de sa naissance.

## Œuvres
- (avec Jean Boulnois), préface de Théodore Monod. L'Empire de Gao [Texte imprimé] : histoire, coutumes et magie des Sonrai, Paris, Adrien-Maisonneuve, 1954
- Histoire du Gobir et de Sokoto, Paris, Présence africaine, cop. 1967
- Kotia-Nima 1 : rencontre avec l'Europe, Paris, Présence africaine, 1968
- Kotia-Nima 2, Paris, Présence africaine, (1968-69 ?)
- Kotia-Nima 3 : dialogue avec l'Occident, Paris, Présence africaine, 1969
- Histoire traditionnelle d'un village songhay, Fonéko, Paris, Présence africaine, 1970
- L'Aventure extraordinaire de Bi Kado, fils de Noir, Paris, République du Niger - Présence africaine, 1971, réédition numérique dans le cadre des [livres] indisponibles, 2017
- (avec Andrée Clair) Le Baobab merveilleux, texte de Andrée Clair et Boubou Hama, images de Marianne Padé, Paris, Éditions La Farandole, 1971
- (avec Andrée Clair) L'Aventure d'albarka, Paris, Juillard, 1972
- Le Retard de l'Afrique : essai philosophique, Paris, Présence africaine, 1972
- Cet autre de l'homme, Paris, Présence africaine, 1972
- Contes et légendes du Niger, Paris, Présence africaine, 6 volumes, 1972-1976
- Les Problèmes brûlants de l'Afrique, Paris, P.J. Oswald, 1973
- Hon si suba ben (aujourd'hui n'épuise pas demain), Paris, P.J. Oswald, 1973
- Le Double d'hier rencontre demain, Paris, Union générale d'éditions, 1973
- Bagouma et Tégouma, Paris, Présence africaine, 2 volumes, 1973
- L'Empire songhay : ses ethnies, ses légendes et ses personnages historiques, Paris, P.J. Oswald, 1974
- Les Grands problèmes de l'Afrique des indépendances, Paris, P.J. Oswald, 1974
- (avec Andrée Clair), Kangué Izé, images de Béatrice Tanaka, Paris, La Farandole, 1974
- (avec Andrée Clair), Founya le vaurien, illustrations de Béatrice Tanaka, Paris, G.P., 1975
- (avec Andrée Clair) Les Fameuses histoires du village de Tibbo, Paris, La Farandole, 1977
- (avec d'autres auteurs) Niger : [C.E. 1, C.E. 2], Paris, LIGEL, 1977
- L'Essence du verbe, Niamey, CELHTO, 1978
- Écrits sur le Soudan, Niamey, CELHTO, 1983
- Izé-Gani, 2 volumes, Paris, Présence africaine, 1985
- Babatou, les trois conseils, scénariste (réalisé par Jean Rouch, sorti en 1976)